# نگار بوبان
نگار بوبان (زادهٔ ۱۳۵۲) نوازندهٔ عود و آهنگساز اهل ایران است. او استادیار گروه موسیقی دانشگاه آزاد اسلامی واحد شیراز است.

## زندگی‌نامه
نگار بوبان، سال ۱۳۵۲ در خانواده‌ای اهل کردستان، در تهران متولد شد. در هشت سالگی در کلاس پرویز مشکاتیان به نواختن سنتور پرداخت، اما کار جدی او در موسیقی، با ساز بربط (عود) آغاز شد.حسین بهروزی‌نیا و منصور نریمان از جمله استادان او در نوازندگی عود بودند. از سال ۱۳۷۲ با گروه موسیقی سماعی، فعالیت هنری خود را به‌طور رسمی آغاز کرد. او تا کنون با گروه‌های بهار، حلاج، تذرو، سماعی و ارمغان همکاری کرده و اجراهایی در کشورهای مختلف داشته‌است. در سال ۱۳۷۶ با ورود به گروه بهار به سرپرستی هنگامه اخوان دوران جدیدی از فعالیت هنری او آغاز شد. در بهار ۱۳۸۴ با همراهی بابک بوبان، انجمن دوستداران موسیقی را تشکیل داد. او همچنین با گروه عبدالقادر مراغه‌ای به سرپرستی محمدرضا درویشی همکاری داشت.
او همچنین گروه هم‌آوایان به سرپرستی حسین علیزاده را در اجراهای متعدد سال ۱۳۹۲ و انتشار آلبوم باده تویی همراهی کرده و در ضبط موسیقی فیلم‌های در میان ابرها و ماندو به عنوان تک‌نواز عود، همکاری داشته‌است.
بوبان، به گفته خودش، ابتدا به گیتار کلاسیک علاقه‌مند شد، اما بعد از مدت‌ها گوش دادن به گیتار کلاسیک، به این نتیجه رسید که این ساز را دوست دارد، اما «حرف دل» او نیست. در همین زمان، نواری با تک‌نوازی و خوانندگی عبدالوهاب شهیدی به دستش رسید و بوبان متوجه شد که این همان چیزی‌ست که به دنبال آن می‌گشته‌است. او می‌گوید ترجیح می‌دهم حس‌های امروزی خودم را با ریشه‌های موسیقی سنتی ایران بیان کنم. او می‌گوید:
الهام بخشیدن در زندگی برایم چیز خیلی زیبایی‌ست، چه الهام از دیگران بگیرم و چه بتوانم الهام‌بخش دیگران باشم. اگر موسیقی‌ای که می‌سازم و اجرا می‌کنم، بتواند چنین کاری با شنونده‌اش کند، یعنی یا حسی را به او منتقل کند یا فکری را برایش ایجاد کند، به تعمقی وادارش کند، لحظه‌ای از او بخواهد که بایستد و به خودش یا موضوعی بیرون از خودش بپردازد، آن موقع است که احساس می‌کنم کار خوبی کرده‌ام.

## تحصیلات
نگار بوبان دوران دبیرستان را در دبیرستان فرزانگان تهران گذراند و از دانشگاه تهران در رشته معماری فارغ‌التحصیل شد. او همزمان با تحصیل در رشته معماری در دانشگاه، به مقوله آکوستیک علاقه‌مند شد و طراحی سالن‌های آکوستیک برای تمرین و اجرای موسیقی ایرانی و تدوین طرحی برای کنسرواتوار موسیقی تهران را به عنوان موضوع پایان‌نامه کارشناسی ارشد برگزید. بوبان در سال ۱۳۸۸ موفق به اخذ دکترا در رشته پژوهش هنر از دانشگاه الزهرا شد. رسالهٔ دکترای او با عنوان «بنیان مشترک ریتم در موسیقی دستگاهی ایران و زبان فارسی» (به راهنمایی امید طبیب‌زاده و مشاوره حسین علیزاده) راجع به رابطه وزن در زبان فارسی رسمی و موسیقی سنتی است.

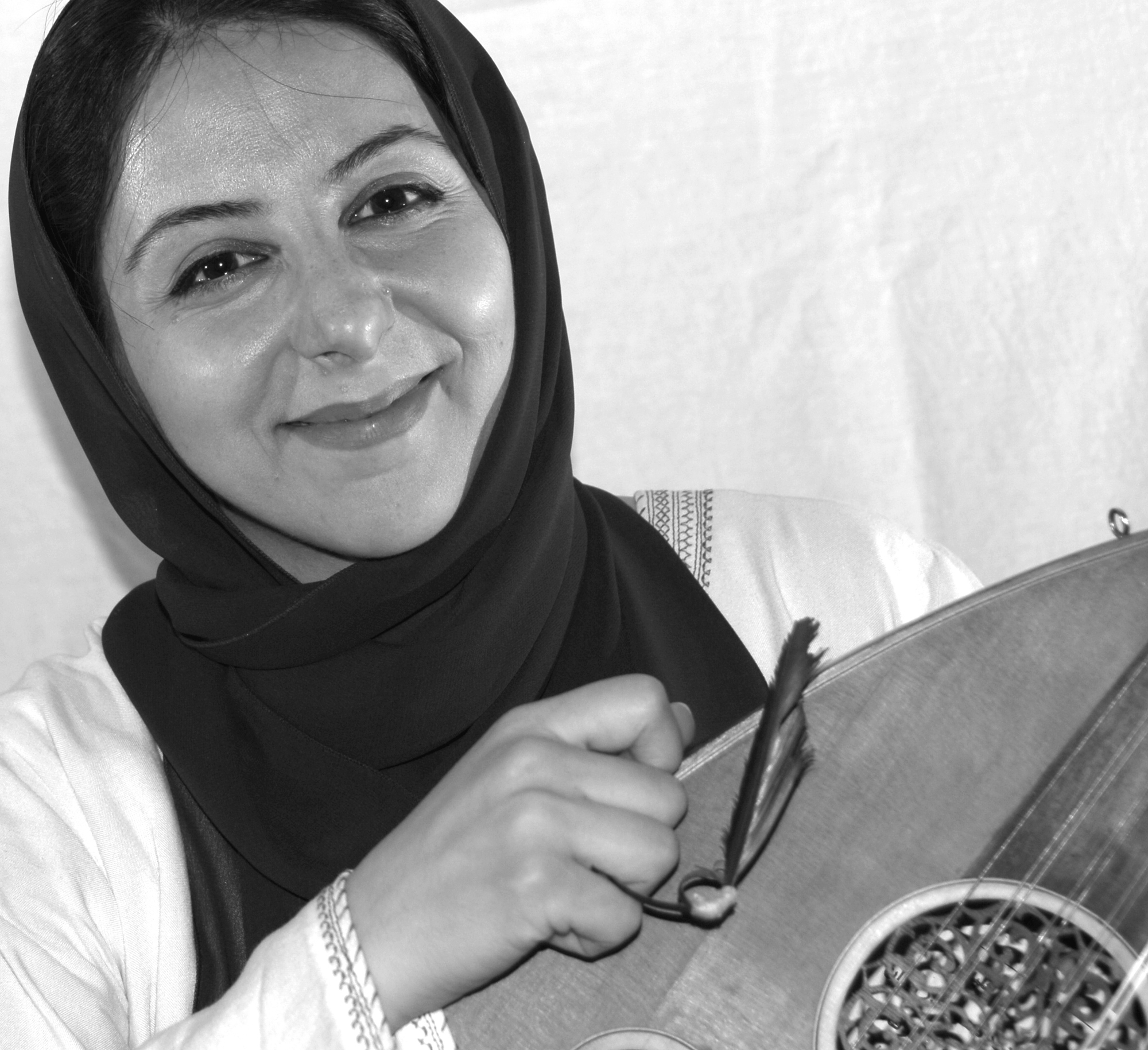
نگار بوبان

## فعالیت‌های هنری و پژوهشی
نگار بوبان در گردآوری کتاب‌های چهل و دو قطعه برای عود و ردیف موسیقی ایرانی برای بربط، همکاری داشته‌است. او همچنین در پژوهش‌های مختلف به «بررسی ادوار ایقاعی و تنوع کارکرد موسیقایی آنها در تصانیف منسوب به عبدالقادر مراغه‌ای»، رابطه زبان فارسی و ساختار موسیقی ایرانی، موسیقی اصوات در شعر حافظ، «بازنمایی بصری کمیتهای هجا و دیرند و ابزار تحلیل تطبیقی ریتم» و «زمان‌بندی واکه‌ها در پاره‌گفتار» پرداخته‌است. نگار بوبان همچنین به عنوان یکی از داوران بخش ساز عود، با جشنواره ملی موسیقی جوان همکاری داشته‌است. او از جمله داوران مسابقات گروه‌نوازی دانشگاه تهران و عضو شورای هنری نخستین جشنواره «موسیقی کلاسیک ایرانی» نیز بوده‌است.

## آلبوم‌های موسیقی

### آلبوم‌های مستقل
- آلبوم پیاپی، نشر ماهریز، ۱۳۸۷[۲۴]
- به‌هنگام، ۱۳۸۹، نیویورک[۲][۲۵]
- در گذر، ۱۳۹۱، نیویورک[۲۶]
- داستانی نه تازه، ۱۳۹۵[۲۷]

### نوازندگی در آلبوم‌های موسیقی
- چه بی‌تابانه می‌خواهمت، به آهنگسازی بابک بوبان[۲۸]
- شوق‌نامه، با سرپرستی محمدرضا درویشی و خوانندگی همایون شجریان[۲۹]
- رفته‌ای که بازآیی، با آهنگسازی سیروس جمالی و خوانندگی وحید تاج[۳۰]
- عشقیم گَل، با آهنگسازی حسین علیزاده و خوانندگی محمد معتمدی[۳۱]
- باده تویی، با آهنگسازی حسین علیزاده و خوانندگی پوریا اخواص، راحله برزگری و صبا حسینی[۳۲]
- می‌رسد باران، با آهنگ‌سازی سیامک جهانگیری و خوانندگی حسین علیشاپور[۳۳]
- خطوط بی‌مکان، گروه «گاه»[۳۴]
- از گلستان عجم، با سرپرستی بهزاد میرزایی[۳۵]
- سرخانه، با آهنگسازی سعید کردمافی، ساسان فاطمی، احسان ذبیحی فر، سعید نایب محمدی و پیام جهانمانی[۳۶]
- لطف تمبک، با آهنگسازی لیلا حکیم الهی[۳۷]
- از خیال کپاچین‌های البرز، با آهنگسازی سیامک جهانگیری و خوانندگی فرهود جلالی[۳۸]
- شیونگ، با آهنگسازی سیامک جهانگیری[۳۸]

## کنسرت‌ها
از جمله اجراهای نگار بوبان، به کنسرت‌های زیر می‌توان اشاره نمود:
- کنسرت ارکستر «تذرو» به سرپرستی سرور زره‌گر، تالار وحدت ۱۳۸۲[۳۹]
- کنسرت نگار بوبان، بلژیک، ۲۰۱۸[۴۰]
- اجرا به همراهِ برندن ترزیک، دانشگاه کلمبیای نیویورک، ۲۰۱۱[۴۱]
- کنسرت عود، فرهنگسرای نیاوران، ۱۳۹۲[۴۲]
- تور کنسرت‌های گروه موسیقی «هم‌آوایان» به سرپرستی حسین علیزاده و خوانندگی محمد معتمدی، پوریا اخواص، راحله برزگری و صبا حسینی، ۱۳۹۲[۴۳][۴۴][۴۵]
- کنسرت گروه «هم‌آوایان» به سرپرستی حسین علیزاده، گوتنبرگ، ۱۳۹۲[۴۶]
- کنسرت گروه «هم‌آوایان» به سرپرستی حسین علیزاده و خوانندگی محمد معتمدی، برج میلاد تهران، ۱۳۹۴[۴۷]
- اجرا در «شب ساز ایرانی»، تالار رودکی، ۱۳۹۴[۴۸]
- تور کنسرت‌های گروه موسیقی «هم‌آوایان» به سرپرستی حسین علیزاده، ۱۳۹۵[۴۹]
- اجرا در مجموعه کنسرت‌های «چند شب»، تالار رودکی، ۱۳۹۶[۵۰]

## تألیفات
- زیر و بم عود، انتشارات هم‌آواز ۱۳۹۶[۵۱]
- عبدالقادر مراغه‌ای، به همراهِ محمدرضا درویشی (نویسندهٔ اصلی)، سیروس جمالی و بهزاد میرزایی[۵۲]